# Bernhard Önstad

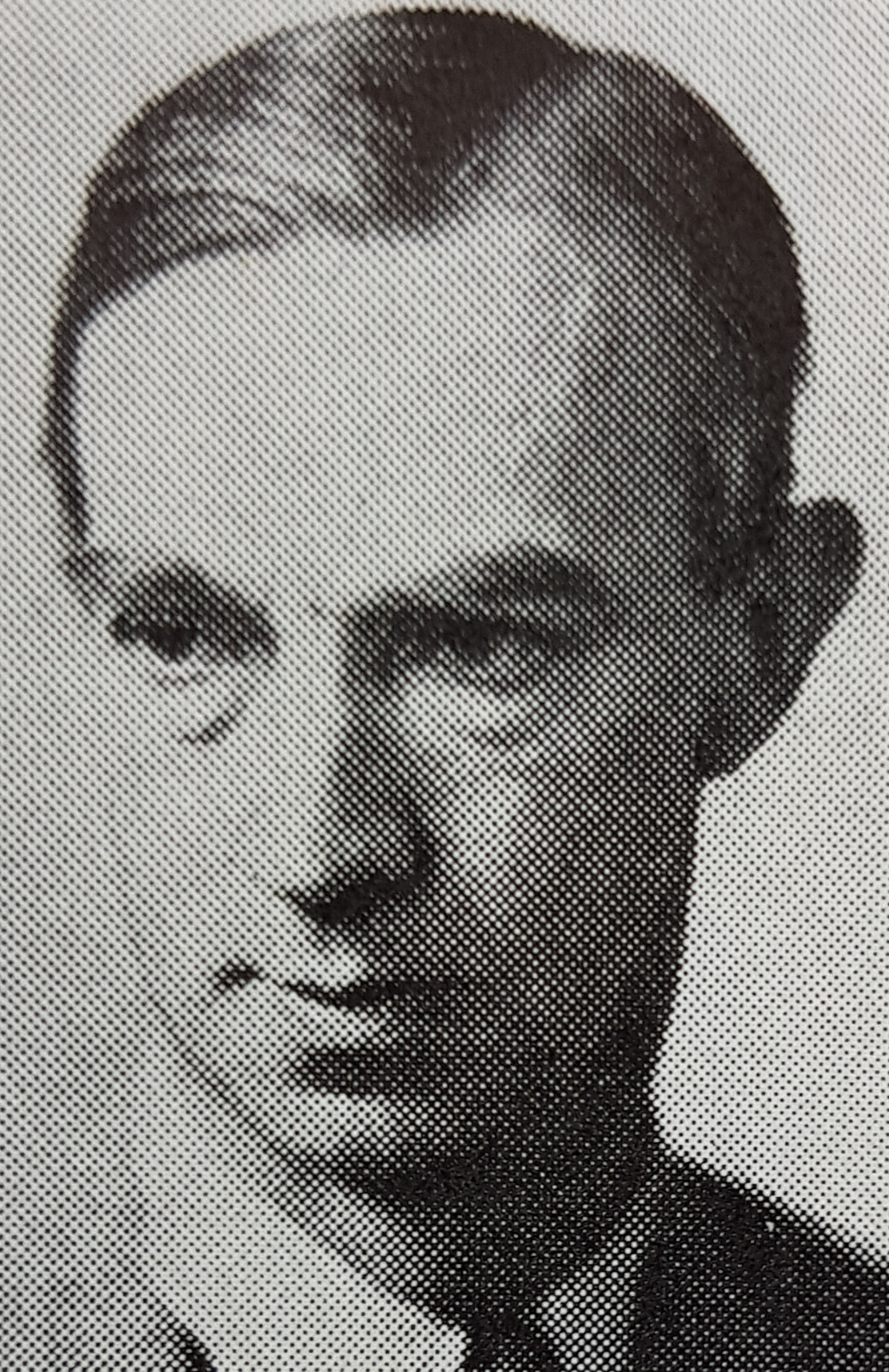

Albert Bernhard N:son Önstad (till 1929 Nilsson), född 25  juli 1895 på Norderön i Jämtlands län, död 23 januari 1981 i Nacka, var en svensk målare.
Han var son till hemmansägaren Nils Mårtensson och Maria Lögdberg och från 1929 gift med Heje Ringström och far till Gabriella Önstad. Han studerad vid Althins målarskola 1917–1918 och Wilhelmsons målarskola 1919 samt vid Kungliga konsthögskolan 1921–1925 samt under studieresor till Wien, Dresden, Patris och Sydfrankrike. Han debuterade med en utställning på Gummesons konsthall 1932 som följdes upp med separatutställningar på Konstnärshuset och i Västerås, Östersund och Sundsvall. Tillsammans med Sven Ernkvist och Gustaf Svensson ställde han ut i Vingåker 1954. Han medverkade i samlingsutställningar arrangerade av Sällskapet för jämtländsk konstkultur, Jämtlands läns konstförening, Östersunds konstklubb samt Sveriges allmänna konstförening och Svenska konstnärernas förenings utställningar i Stockholm och på Göteborgs konsthall. Hans konst består av skildringar från Noderöns ängar och den jämtländska fjällvärlden. Han utgav 1924 boken Ur livet. Smärre poetiska utflykter m.m..